# Богородско (район на Москва)
Богородско е административен район на Източен окръг в Москва.